# Václav Šustr
Václav Šustr (26. září 1912, Brno – 6. září 1997, Votice) byl teolog a hvězdář Československé společnosti nauk, duchovní Církve československé husitské.

## Život

### Mládí
Jako chlapec prožil začátky Církve československé (husitské) v Brně. Jeho rodiče byli jedni z prvních, kteří do nově založené církve v Brně vstoupili.
Již v mládí se podílel na rozvoji Jednoty mládeže, spolupracoval s YMCA (Křesťanské sdružení mladých lidí). Po dokončení gymnázia se rozhodoval mezi studiem astronomie a teologie, nakonec se rozhodl pro vstup do Bohoslovecké koleje Církve československé (husitské) a studium na HČEFB (na Husově československé evangelické fakultě bohoslovecké) a poté Vysoké škole bohovědné Církve československé (husitské) v Praze.

### Kněžství
Kněžské svěcení přijal 19. listopadu 1933. Postupně působil v náboženských obcích Hradec Králové, Josefov, Rtyně v Podkrkonoší, Plaňany a Hlinsko v Čechách (1936–1953). Zde se v r. 1940 oženil s Annou Vrhelovou. Manželství bylo požehnáno třemi dětmi: narodili se jim dcera Miroslava (*1943, pozdější finanční zpravodajka ústřední rady), synové Zdeněk (*1946) a Václav (*1949, pozdější dlouholetý předseda rady starších ve Voticích). V roce 1953 byl bratr Václav Šustr přeložen do Votic, kde v náboženské obci Církve československé husitské sloužil až do odchodu na odpočinek.

### Válka
V červenci 1939 se podílel na převozu a záchraně Husova pomníku z Jihlavy do Hlinska. Láska k historii ho při službě ve Voticích přivedla k soustavnému studiu bitvy u Jankova.

### Astronomie
Vedle farářské služby se ale především celoživotně věnoval astronomii, kterou dálkově studoval na Karlově univerzitě.
Patřil k zakládajícím členům Československé astronomické společnosti Československé akademie věd, hojně o astronomii publikoval (mimo jiné v Českém zápase a Theologické revui), spolupracoval se Štefánikovou hvězdárnou v Praze na Petříně, ThMgr. Václav Šustr byl členem Československé astronomické společnosti od 1. ledna 1932, též členem Kosmologické sekce Československé astronomické společnosti jak uvádí občasník pražské pobočky ČAS Corona Pragensis pod článkem Václava Šustra.
V časech 2. světové války si postavil amatérský dalekohled se stonásobným zvětšením. Pro CČSH přes 30 let připravoval kalendárium pro kalendář Blahoslav.
Vedle práce duchovenské se dokázal věnovat astronomii a její popularizaci, díky své všestrannosti se věnoval rovněž dějinám regionu v němž působil a stihl se věnovat mládeži i přípravě mladých lidí ke studiu.

## Vlastní publikace, spoluautorství
- ŠUSTR, Václav. Bitva u Jankova 1654: Věnováno památce dávného utrpení našeho lidu. Votice: Rada starších církve československé husitské, 1994.
- Husité na Voticku. náboženská obec Církve československé husitské Votice, Votice 2015, s. 30–31.
- ŠUSTR, Václav a SPÁLENKA, Jaroslav. Magický židovský hřbitov ve Voticích. Votické noviny. 2002, roč. 12, č. 2, s. 12.
- ŠUSTR, Václav. Husův dialog. In: Český zápas. 70. 1990, s. 1. ISSN 0323-1321.
- ŠUSTR, Václav. Poslední léta Metodějova. Český zápas. 19630711, roč. 46, č. 11, s. 2-3. ISSN 0323-1321.
- ŠUSTR, Václav. Filozofické pozadí Husova díla. Český zápas. 19710718, roč. 54, č. 28, s. 2. ISSN 0323-1321.
- ŠUSTR, Václav. Panegyricus J. A. Komenského. Český zápas. 19771113, roč. 57, č. 46, s. 2. ISSN 0323-1321.
- ŠUSTR, Václav. Cyril a Metoděj. Náboženská revue církve československé husitské. 1963, roč. 34, č. 3, s. 46-52.
- ŠUSTR, Václav, ŠPAČEK, Rudolf (ed.). Mistr Jan Hus z Vysočiny. In: Český zápas. 80. 2000, s. 6. ISSN 0323-1321.
- ŠUSTR, Václav a ČADOVÁ, Kamila Magdalena. Husité na Voticku. Ve Voticích: Náboženská obec Církve československé husitské, 2015. ISBN 978-80-270-0436-2.
- ŠUSTR, Václav. Máme vyznavačské osobnosti ? In: Český zápas. 77. 1997, s. 3-4. ISSN 0323-1321.
- ŠUSTR, Václav. K osmému listopadu 1620. In: Český zápas. 76. 1996, s. 6. ISSN 0323-1321.
- ŠUSTR, Václav. Co to je, když se řekne třetí říše. In: Český zápas. 75. 1995, s. 3. ISSN 0323-1321.
- ŠUSTR, Václav. Rozluka ve světle dějin ČSR. In: Český zápas. 73. 1993, s. 4. ISSN 0323-1321.
- ŠUSTR, Václav. Židé - Pilát - Ježíš. In: Theologická revue. 2. 1993, s. 53-55. ISSN 1211-7617.
- ŠUSTR, Václav. Krevní msta. In: Český zápas. 72. 1992, s. 1. ISSN 0323-1321.
- ŠUSTR, Václav. K případu sekty Davida Koreshe. In: Český zápas. 73. 1993, s. 3. ISSN 0323-1321.
- ŠUSTR, Václav. Cui prodest. In: Český zápas. 70. 1990, 1 a 5. ISSN 0323-1321.
- ŠUSTR, Václav. Adventní rozjímání. In: Český zápas. 70. 1990, 1 a 3. ISSN 0323-1321.
- ŠUSTR, Václav. Život - náhoda nebo záměr ? In: Český zápas. 72. 1992, s. 2. ISSN 0323-1321.
- ŠUSTR, Václav a KRUBNEROVÁ, Lucie. Cestou kříže Votickem: [drobné sakrální stavby]. Votice: Město Votice, 2010. ISBN 978-80-254-7283-5.
- ŠPAČKOVÁ, Jana; MARŠÍČEK, Jiří; ŠUSTR, Václav; TICHÝ, Martin a ZELENKOVÁ, Jana. "Ve jménu šťastných zítřků!": kolektivizace na Voticku. Votice: Město Votice, 2018. ISBN 978-80-270-4999-8.
- ŠUSTR, Václav. Votice, okres Benešov u Prahy. Online. In: S '94. 5. 1994, s. 4. ISSN 1213-6565. Dostupné z: http://krameriusndk.nkp.cz/search/handle/uuid:c3238170-fd5d-11e8-9984-005056825209. [cit. 2025-01-01].